# Vauxhall 30/98
Vauxhall 30/98 är en sportbil, tillverkad av den brittiska biltillverkaren Vauxhall mellan 1913 och 1927.

## 30/98 E-type
Vauxhall hade tävlat i tyska Prins Heinrich-loppet (en. Prince Henry Race), instiftat av kejsar Wilhelms bror Heinrich, i början av 1910-talet. När Prince Henry-modellen inte längre var konkurrenskraftig tog Vauxhall under ledning av Laurence Pomeroy fram en efterträdare med namnet 30/98 E-type. De olika versionerna av Prince Henry-modellen hade varit A-type till D-type. En prototyp stod klar 1913, med en stor fyrcylindrig sidventilmotor. Bilen hade ett enkelt chassi med stela axlar upphängda i längsgående bladfjädrar. Mekaniska bromsar fanns bara på bakhjulen. Endast ett fåtal bilar hann levereras före krigsutbrottet, men 1919 togs produktionen upp igen. Vauxhall hade nu lagt tävlingsverksamheten på hyllan.

## 30/98 OE
1923 presenterades 30/98 OE med en ny toppventilmotor. Framhjulsbromsar blev nu extrautrustning. Bilen var Vauxhalls flaggskepp och byggdes bara på beställning. Den började bli gammalmodig, men General Motors som köpt upp företaget hade inga planer på att ta fram en efterföljare, eftersom man ville omvandla Vauxhall till en massproducent. De sista 30/98-vagnarna såldes med hydrauliska framhjulsbromsar som standard från 1926.

## Motor
| Modell | Motor              | Cylindervolym | Effekt | Bränslesystem   |
| ------ | ------------------ | ------------- | ------ | --------------- |
| E-type | 4-cyl radmotor sv  | 4525 cm³      | 90 hk  | Enkel förgasare |
| OE     | 4-cyl radmotor ohv | 4224 cm³      | 120 hk | Enkel förgasare |